# نظرية كل شيء

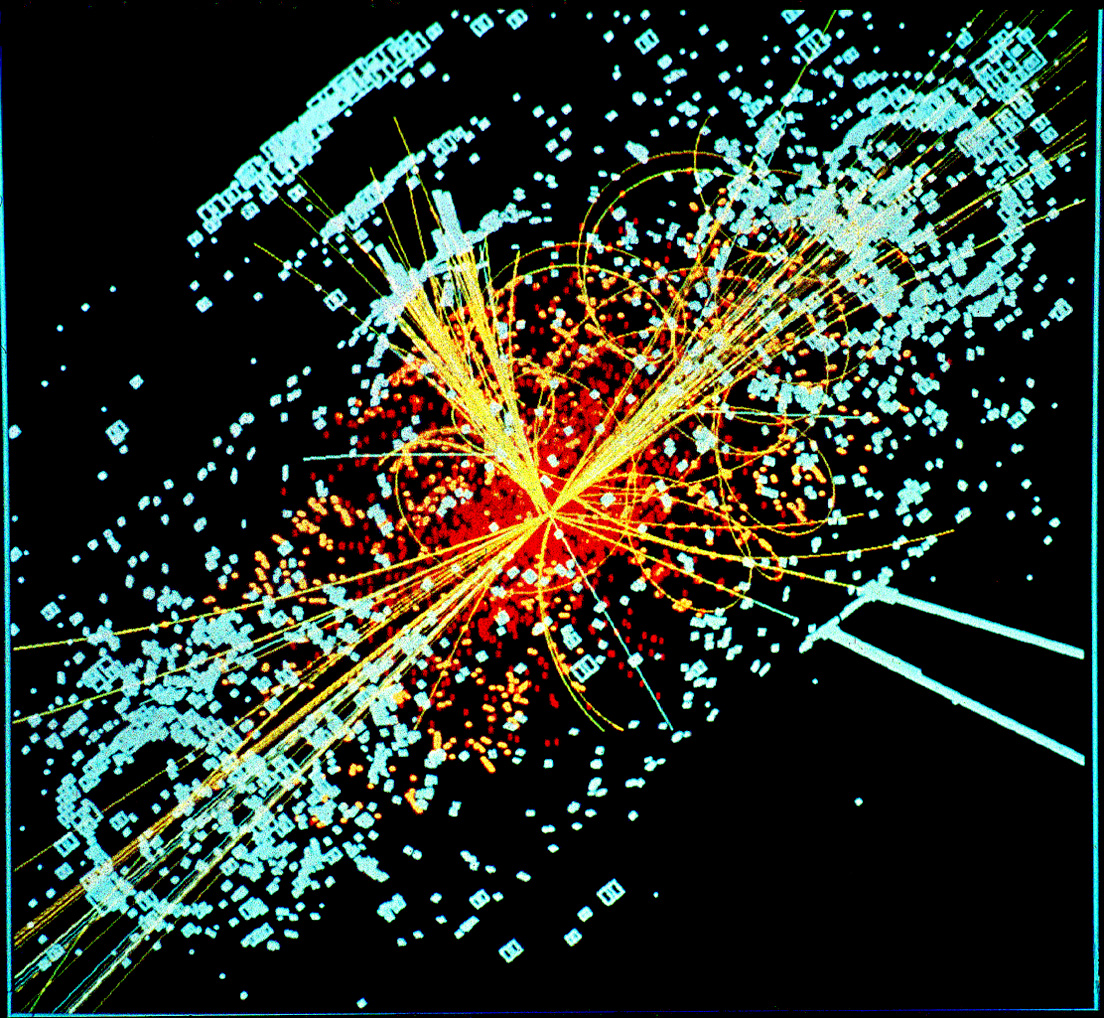
اصطدام بروتونين في مصادم الهدرونات الكبير. ينتج عنه جسيمات أولية كثيرة، بعضها خفيف والبعض الآخر أكبر من البروتونين المتصادمين، بسبب تحول جزء من الطاقة إلى مادة.

نظرية كل شيء (بالإنجليزية: Theory of everything) أو اختصاراً TOE أو معادلة الكون (بالألمانية: Weltformel) تشكل وصفاً شمولياً للمادة في الفيزياء النظرية، من المفترض أنها قادرة على تفسير جميع الظواهر الفيزيائية بشكل كامل وتفسر جميع المؤثرات الفيزيائية (أي كل شيء) ولا يزال البحث جارياً لمحاولة صياغتها. ومن المفترض أنها سوف تربط بين القوى الأربعة المعروفة التي تتحكم في تبادل القوى بين جميع الجسيمات المعروفة وغير المعروفة (مثل المادة المظلمة). القوى الأربعة المعروفة حتى الآن هي: القوة النووية الشديدة، التآثر الكهرومغناطيسي، القوة الضعيفة، وقوة الجاذبية.
كان المصطلح يستخدم في البداية لوصف بعض النظريات العامة بطريقة ساخرة على أنها نظرية لكل شيء لعموميتها الواسعة. ومع مرور الوقت ترسخ استخدام المصطلح بطريقة علمية مع فيزياء الكم لوصف النظرية التي تستطيع ربط أو توحيد النظريات المعروفة التي تصف التفاعلات الأساسية الأربعة في الطبيعة (القوة النووية القوية، القوة النووية الضعيفة، القوة الكهرومغناطيسية، والجاذبية). أحد المقتنعين في العصر الحديث بإمكانية التوصل لهذه النظرية هو الفيزيائي ستيفن هوكينغ. وقد بحث فيها إروين شرودنغر وفرنر هايزنبرج ولكنهما لم يصلا إليها، ولا يزال البحث جارياً عنها بين الفيزيائيين النظريين.
يذكر أن العالم الألماني الشهير ألبرت أينشتاين وكثيراً من العلماء الآخرين مثل هايزنبرج قد أضاعوا وقتاً طويلا من عمرهم في التوصل لمثل هذه النظرية ولكن دون جدوى.
تم التحقق من صحة كل من النسبية العامة وميكانيكا الكم مرارًا في نطاقاتهما الخاصة. نظرًا لاختلاف نطاقات التطبيق المعتادة لكلا النظريتين، فإن معظم الحالات تتطلب استخدام واحدة منهما فقط. لكن النظريتين تُعتبران غير متوافقتين في مناطق ذات مقياس صغير جدًا – مثل مقياس بلانك – كالموجودة داخل الثقوب السوداء أو في المراحل الأولى من نشوء الكون (أي اللحظات التي تلت مباشرة الانفجار العظيم). لحل هذا التناقض، يجب اكتشاف إطار نظري يكشف عن واقع أعمق، ويوحد الجاذبية مع القوى الثلاث الأخرى، لدمج النسبية العامة وميكانيكا الكم في نظرية موحدة وسلسة: تُعرف هذه النظرية الشاملة بأنها النظرية القادرة من حيث المبدأ على وصف جميع الظواهر الفيزيائية في الكون.
في سبيل تحقيق هذا الهدف، أصبحت الجاذبية الكمومية مجالًا نشطًا في البحث العلمي. من أبرز الأمثلة على ذلك نظرية الأوتار، التي تطورت لتصبح مرشحًا لنظرية كل شيء، لكنها لا تخلو من السلبيات (أبرزها غياب التنبؤات القابلة للاختبار حاليًا) والجدل. تقترح نظرية الأوتار أنه في اللحظات الأولى من عمر الكون (حتى 10⁻⁴³ ثانية بعد الانفجار العظيم)، كانت القوى الأربع الأساسية قوة واحدة موحدة. وفقًا لهذه النظرية، فإن كل جسيم في الكون، على مستواه الدقيق للغاية (بطول بلانك)، يتكون من تراكيب اهتزازية متنوعة لأوتار (أو خيوط) ذات أنماط اهتزاز مفضلة. تدّعي النظرية أن هذه الأنماط الخاصة من الاهتزاز هي ما يحدد كتلة وشحنة كل جسيم، أي أن الإلكترون هو وتر يهتز بطريقة معينة، بينما الكوارك العلوي وتر يهتز بطريقة مختلفة، وهكذا. تقترح نظرية الأوتار/نظرية-إم وجود ست أو سبع أبعاد إضافية للزمان والمكان، بالإضافة إلى الأبعاد الأربعة المعروفة، لتكوين كون من عشرة أو أحد عشر بُعدًا.

## نظرة تاريخية

### من العصور القديمة حتى القرن التاسع عشر
درست العديد من الحضارات القديمة، مثل الفلكيين البابليين وعلماء الفلك الهنود، حركة الكواكب السبعة المقدسة/الكواكب الكلاسيكية بالنسبة إلى خلفية النجوم، بهدف ربط الحركات السماوية بالأحداث البشرية (التنجيم)، وكان الهدف هو التنبؤ بالأحداث من خلال تسجيلها مقابل مقياس زمني ثم البحث عن أنماط متكررة. يمكن تتبع الجدل حول ما إذا كان الكون له بداية أو يدور في دورات أبدية إلى حضارة بابل القديمة. تفترض الكوسمولوجيا الهندوسية أن الزمن لانهائي، وأن الكون دوري، بحيث يسبق الكون الحالي عدد لا نهائي من الأكوان وسيتبعه عدد لا نهائي آخر. تتوافق المقاييس الزمنية المذكورة في الكوسمولوجيا الهندوسية مع تلك الخاصة بالكوسمولوجيا العلمية الحديثة، إذ تمتد من يوم عادي وليلة إلى يوم وليلة لبرهما، والبالغة 8.64 مليار سنة.
ظهرت الفلسفة الطبيعية الذرية في عدة تقاليد قديمة. في الفلسفة اليونانية القديمة، تكهّن الفلاسفة قبل سقراط بأن تنوع الظواهر الطبيعية يمكن تفسيره بنوع واحد من التفاعلات، ألا وهو حركة واصطدام الذرات. كانت فكرة «الذرة» التي اقترحها ديمقريطس محاولة فلسفية مبكرة لتوحيد الظواهر الطبيعية. ظهرت أيضًا فكرة «الذرة» في مدرسة نيايا-فيششيكا في الفلسفة الهندية القديمة.
يُحتمل أن يكون أرخميدس أول فيلسوف وصف الطبيعة باستخدام مبادئ (أو بديهيات)، ثم استنتج منها نتائج جديدة. من المتوقع أن تقوم أي «نظرية كل شيء» على بديهيات مماثلة وتستنتج منها جميع الظواهر القابلة للرصد. بالاستناد إلى الفكر الذري المبكر، اقترحت الفلسفة الميكانيكية في القرن السابع عشر أن جميع القوى يمكن اختزالها في النهاية إلى قوى تلامسية بين الذرات، التي كانت تُتخيل كجسيمات صلبة صغيرة.
في أواخر القرن السابع عشر، أوضح وصف إسحاق نيوتن لقوة الجاذبية عن بعد أن ليس جميع القوى في الطبيعة ناتجة عن التلامس المباشر. في عمله المبادئ الرياضية للفلسفة الطبيعية، قدم نيوتن مثالًا آخر على التوحيد، حيث وحد بين عمل غاليليو في الجاذبية الأرضية، وقوانين كبلر لحركة الكواكب، وظاهرة المد والجزر، من خلال قانون واحد: قانون الجاذبية العامة. أنجز نيوتن أول توحيد عظيم في الفيزياء، ويُنسب إليه أيضًا الفضل في وضع الأساس لجهود التوحيد الكبرى المستقبلية.

في عام 1814، وبناءً على هذه النتائج، اقترح لابلاس أن عقلًا قويًا بما فيه الكفاية، لو عرف موقع وسرعة كل جسيم في لحظة معينة، إلى جانب قوانين الطبيعة، لتمكن من حساب موقع أي جسيم في أي وقت لاحق. قال:
«عقل يعرف في لحظة معينة جميع القوى التي تحرك الطبيعة، وكل مواقع الأشياء التي تتكون منها الطبيعة، لو كان هذا العقل واسعًا بما فيه الكفاية ليخضع هذه البيانات للتحليل، لاحتوى في صيغة واحدة على حركات أعظم أجسام الكون وأصغر ذرة؛ ولن يكون هناك شيء غير مؤكد، وسيكون المستقبل كالماضي حاضرًا أمام عينيه.»

— مقالة فلسفية في الاحتمالات، المقدمة، 1814
تخيل لابلاس إذًا نظرية موحدة تجمع بين الجاذبية والميكانيكا. غير أن ميكانيكا الكم الحديثة توضح أن عدم اليقين أمر لا مفر منه، وبالتالي فإن رؤية لابلاس تحتاج إلى تعديل: يجب أن تشمل نظرية كل شيء كلًا من الجاذبية وميكانيكا الكم. حتى دون أخذ ميكانيكا الكم بالحسبان، فإن نظرية الفوضى كافية لضمان أن مستقبل أي نظام ميكانيكي أو فلكي معقد بما فيه الكفاية غير قابل للتنبؤ.
في عام 1820، اكتشف هانز كريستيان أورستد وجود صلة بين الكهرباء والمغناطيسية، مما أطلق عقودًا من العمل انتهت في عام 1865 بنظرية جيمس كليرك ماكسويل في الكهرومغناطيسية، والتي شكلت التوحيد العظيم الثاني في الفيزياء. خلال القرنين التاسع عشر وأوائل القرن العشرين، أصبح واضحًا تدريجيًا أن العديد من القوى الشائعة – مثل قوى التلامس والمرونة واللزوجة والاحتكاك والضغط – تنتج عن التفاعلات الكهربائية بين أصغر جسيمات المادة.
في تجاربه بين عامي 1849 و1850، كان مايكل فاراداي أول من بحث عن توحيد بين الجاذبية والكهرباء والمغناطيسية، لكنه لم يجد أي صلة.
في عام 1900، نشر ديفيد هيلبرت قائمة شهيرة من المسائل الرياضية. وفي المسألة السادسة، تحدى الباحثين لإيجاد أساس بديهي شامل للفيزياء. وبذلك، طلب ما يُعرف اليوم بنظرية كل شيء.

### القرن العشرون المبكر
في أواخر عشرينات القرن العشرين، أظهرت ميكانيكا الكم الجديدة آنذاك أن الروابط الكيميائية بين الذرات هي أمثلة على قوى كهربائية (كمومية)، ما برر مقولة بول ديراك الشهيرة بأن «القوانين الفيزيائية الأساسية اللازمة لنظرية رياضية لمعظم الفيزياء وكل الكيمياء معروفة تمامًا.»
بعد عام 1915، عندما نشر ألبرت أينشتاين نظريته في الجاذبية (النسبية العامة)، بدأ السعي لإيجاد نظرية حقل موحد تجمع بين الجاذبية والكهرومغناطيسية يثير اهتمامًا متجددًا. في زمن أينشتاين، لم تكن القوتان النوويتان (القوية والضعيفة) قد اكتُشفتا بعد، ومع ذلك وجد أن وجود قوتين متميزتين فقط – الجاذبية والكهرومغناطيسية – أكثر إثارة للفضول. بدأ رحلة استمرت 40 عامًا في محاولة لإيجاد «نظرية الحقل الموحد» التي كان يأمل أن تُظهر أن هاتين القوتين هما في الواقع تجليات لمبدأ أساسي واحد. على مدى العقود الأخيرة من حياته، ابتعد أينشتاين عن التيار السائد في الفيزياء، حيث كان التيار حينها أكثر اهتمامًا بإطار ميكانيكا الكم الناشئ. كتب أينشتاين في رسالة إلى صديق في أوائل الأربعينات: «لقد أصبحت رجلًا عجوزًا وحيدًا، معروفًا بشكل أساسي لأنه لا يرتدي الجوارب، ويُعرض كتحفة في المناسبات الخاصة.»
من المساهمين البارزين في هذا المجال: غونار نوردستروم وهيرمان فايل وآرثر إدينغتون وديفيد هيلبرت وثيودور كالوزا وأوسكار كلاين وبالطبع ألبرت أينشتاين ومساعدوه. على الرغم من سعيه الدؤوب، فقد فشل أينشتاين في النهاية في إيجاد نظرية موحدة.

## الفيزياء الحديثة
في الفيزياء الحالية السائدة، نظرية كل شيء هي محاولة لتوحيد القوى الأساسية الأربعة الموجودة في الطبيعة: (أي الثقالة, و القوة النووية القوية, و القوة النووية الضعيفة, و القوة الكهرومغناطيسية). بما أن القوة الضعيفة لها القدرة على تغيير الجسيمات الأولية من شكل لآخر، سينبغي على نظرية كل شيء بأن تعطينا فهماً عميقا للعلاقات الموجودة بين جميع الجسيمات المختلفة،
يمثل الشكل التالي الهيئة المتوقعة للنظريات السابقة، والمشكلة الكبرى التي تواجه العلماء هي اشراك قوة الجاذبية مع هذه القوى من أجل صياغة معادلة التوحيد :
|  |  |        |        |        |        |        |        | نظرية كل شيء    |                 |                 |                 |                 |                 |                     |                     |                     |                     |                     |                     |                 |                 |                            |                            |                            |                            |                            |                            |                    |                    |                    |                    |                    |                    |               |               |               |               |               |               |  |  |  |  |
|  |  |        |        |        |        |        |        |                 |                 |                 |                 |                 |                 |                     |                     |                     |                     |                     |                     |                 |                 |                            |                            |                            |                            |                            |                            |                    |                    |                    |                    |                    |                    |               |               |               |               |               |               |  |  |  |  |
|  |  | جاذبية | جاذبية | جاذبية | جاذبية | جاذبية | جاذبية |                 |                 |                 |                 |                 |                 | قوة كهرونووية (GUT) | قوة كهرونووية (GUT) | قوة كهرونووية (GUT) | قوة كهرونووية (GUT) | قوة كهرونووية (GUT) | قوة كهرونووية (GUT) |                 |                 |                            |                            |                            |                            |                            |                            |                    |                    |                    |                    |                    |                    |               |               |               |               |               |               |  |  |  |  |
|  |  | جاذبية | جاذبية | جاذبية | جاذبية | جاذبية | جاذبية |                 |                 |                 |                 |                 |                 | قوة كهرونووية (GUT) | قوة كهرونووية (GUT) | قوة كهرونووية (GUT) | قوة كهرونووية (GUT) | قوة كهرونووية (GUT) | قوة كهرونووية (GUT) |                 |                 |                            |                            |                            |                            |                            |                            |                    |                    |                    |                    |                    |                    |               |               |               |               |               |               |  |  |  |  |
|  |  |        |        |        |        |        |        |                 |                 |                 |                 |                 |                 |                     |                     |                     |                     |                     |                     |                 |                 |                            |                            |                            |                            |                            |                            |                    |                    |                    |                    |                    |                    |               |               |               |               |               |               |  |  |  |  |
|  |  |        |        |        |        |        |        | قوة شديدة su(3) | قوة شديدة su(3) | قوة شديدة su(3) | قوة شديدة su(3) | قوة شديدة su(3) | قوة شديدة su(3) |                     |                     |                     |                     |                     |                     |                 |                 | قوة كهروضعيفة su(2) x u(1) | قوة كهروضعيفة su(2) x u(1) | قوة كهروضعيفة su(2) x u(1) | قوة كهروضعيفة su(2) x u(1) | قوة كهروضعيفة su(2) x u(1) | قوة كهروضعيفة su(2) x u(1) |                    |                    |                    |                    |                    |                    |               |               |               |               |               |               |  |  |  |  |
|  |  |        |        |        |        |        |        | قوة شديدة su(3) | قوة شديدة su(3) | قوة شديدة su(3) | قوة شديدة su(3) | قوة شديدة su(3) | قوة شديدة su(3) |                     |                     |                     |                     |                     |                     |                 |                 | قوة كهروضعيفة su(2) x u(1) | قوة كهروضعيفة su(2) x u(1) | قوة كهروضعيفة su(2) x u(1) | قوة كهروضعيفة su(2) x u(1) | قوة كهروضعيفة su(2) x u(1) | قوة كهروضعيفة su(2) x u(1) |                    |                    |                    |                    |                    |                    |               |               |               |               |               |               |  |  |  |  |
|  |  |        |        |        |        |        |        |                 |                 |                 |                 |                 |                 |                     |                     |                     |                     |                     |                     |                 |                 |                            |                            |                            |                            |                            |                            |                    |                    |                    |                    |                    |                    |               |               |               |               |               |               |  |  |  |  |
|  |  |        |        |        |        |        |        |                 |                 |                 |                 |                 |                 |                     |                     | قوة ضعيفة su(2)     | قوة ضعيفة su(2)     | قوة ضعيفة su(2)     | قوة ضعيفة su(2)     | قوة ضعيفة su(2) | قوة ضعيفة su(2) |                            |                            |                            |                            |                            |                            | كهرومغناطيسية u(1) | كهرومغناطيسية u(1) | كهرومغناطيسية u(1) | كهرومغناطيسية u(1) | كهرومغناطيسية u(1) | كهرومغناطيسية u(1) |               |               |               |               |               |               |  |  |  |  |
|  |  |        |        |        |        |        |        |                 |                 |                 |                 |                 |                 |                     |                     | قوة ضعيفة su(2)     | قوة ضعيفة su(2)     | قوة ضعيفة su(2)     | قوة ضعيفة su(2)     | قوة ضعيفة su(2) | قوة ضعيفة su(2) |                            |                            |                            |                            |                            |                            | كهرومغناطيسية u(1) | كهرومغناطيسية u(1) | كهرومغناطيسية u(1) | كهرومغناطيسية u(1) | كهرومغناطيسية u(1) | كهرومغناطيسية u(1) |               |               |               |               |               |               |  |  |  |  |
|  |  |        |        |        |        |        |        |                 |                 |                 |                 |                 |                 |                     |                     |                     |                     |                     |                     |                 |                 |                            |                            |                            |                            |                            |                            |                    |                    |                    |                    |                    |                    |               |               |               |               |               |               |  |  |  |  |
|  |  |        |        |        |        |        |        |                 |                 |                 |                 |                 |                 |                     |                     |                     |                     |                     |                     |                 |                 | قوة كهربائية               | قوة كهربائية               | قوة كهربائية               | قوة كهربائية               | قوة كهربائية               | قوة كهربائية               |                    |                    |                    |                    |                    |                    | قوة مغناطيسية | قوة مغناطيسية | قوة مغناطيسية | قوة مغناطيسية | قوة مغناطيسية | قوة مغناطيسية |  |  |  |  |
|  |  |        |        |        |        |        |        |                 |                 |                 |                 |                 |                 |                     |                     |                     |                     |                     |                     |                 |                 | قوة كهربائية               | قوة كهربائية               | قوة كهربائية               | قوة كهربائية               | قوة كهربائية               | قوة كهربائية               |                    |                    |                    |                    |                    |                    | قوة مغناطيسية | قوة مغناطيسية | قوة مغناطيسية | قوة مغناطيسية | قوة مغناطيسية | قوة مغناطيسية |  |  |  |  |

و زيادةً على القوى التي تم ذكرها، هناك قوىً أخرى يفترضها علم الكون الحديث وهي: القوة التضخمية, و الطاقة المظلمة, و المادة المظلمة. هذه القوى تحدث بين الجسيمات الأولية، لكنها خارجة عن مخطط نظرية النموذج العياري، فهذه القوى لم يثبت وجودها حتى الآن، إلا أن هناك نظريات بديلة تقوم بإدخالها في معادلاتها الرياضياتية مثل: تحريك نيوتن المعدل .

## الدافع إليها
عرف العلماء القدامى ظاهرة التأثير المغناطيسي ، ثم عرفوا الكهرباء في القرن التاسع عشر وأن مرور تيار كهربائي في سلك ينتج مجالا مغناطيسيا حول السلك، لا يختلف عن المجال المغناطيسي الذي ينتجه مغناطيس ذاتي. وتبين أن المجال المغناطيسي الناتج يمكن أن يتآثر (يؤثر) مع مجال مغناطيسي آخر أو أن يؤثر على شحنة كهربائية مثلما يؤثر عليها مغناطيس. واستطاع ماكسويل صياغة معادلاته الخاصة بربط كلا القوتين قرب نهاية القرن التاسع عشر وأصبحنا نعرفهما بالتآثر الكهرومغناطيسي . عرفنا بعد ذلك أن القوى التي تربط الإلكترونات بالنواة الذرية هي القوي الكهرومغناطيسية . كان ذلك في أوائل القرن العشرين.
ثم تبين عند دراسة النواة الذرية أن هناك تآثر قوي يعمل على ترابط البروتونات والنيوترونات في النواة على الرغم من تنافر البروتونات حيث لها شحنة موجبة متماثلة .واتضح أن التآثر القوي أشد كثيرا من التآثر الكهرومغناطيسي. ثم تبين أنه توجد أيضا تفاعلات داخل نواة الذرة واستطاع الفيزيائي محمد عبد السلام بيان أن ما يسمى بالقوة الضعيفة في النواة هي السبب في حدوث عدم استقرار النواة الذرية وأنها تلعب دورا هاماً في التحلل النووي والنشاط الإشعاعي لبعض نظائر العناصر، وربط بينها وبين التآثر الكهرومغناطيسي وحاز هذا الاكتشاف على جائزة نوبل في الفيزياء عام 1979 .
تمكن العلماء حتى الآن من الربط بين القوى الثلاث (التآثر القوي والتآثر الضعيف والتآثر الكهرومغناطيسي) ، ولكن تنقصهم قوة الجاذبية ، إذ يبدو أن قوة الجاذبية تعمل بمفردها حيث تربط بين الحبيبات المادية وتكوّن منها أجراما عظيمة الكبر من نيازك ونجوم وكواكب وتربط البلايين منها في مجرة وتربط المجرات بمجرات أخرى عظيمة، وتشكل أيضا عناقيد مجرية . ولكن قوة الجاذبية هي خاصة متعلقة بكتلة الجسم ، أي أنها موجودة بين الجسيمات الصغيرة (كالبروتون والإلكترون) وبين الأجسام الكبيرة (مثل الشمس والأرض) ، إلا أنها ضعيفة للغاية بالمقارنة بالقوي الأخرى المتحكمة في تركيب المادة وتركيب الكون، وتظهر بوضوح أكثر من القوى الأخرى عندما تزيد كتلة الجسم لتصل مثلا كتلة الأرض أو القمر أو كتلة مجرة. فهي التي تشكل التركيب الكوني.
فنرى أن قوة الجاذبية هي المؤثرة والرابطة بين الأجسام الكبيرة والمشكّلة للأجرام السماوية كالأرض والشمس والنجوم الأخرى والمجرات، أي أنها تشكل الهيكل الكبير للكون وإليها يعزى دوران الأرض حول الشمس ودوران الشمس حول حوصلة المجرة وترابط النجوم في المجرات، وترابط هذا الكون ببعضه البعض . من جهة أخرى نجد أن القوى الثلاثة الأخرى هي التي تربط بين الجسيمات الأولية وتتحكم فيها، فهي تربط بين الكواركات في النواة الذرية، وتربط بين الإلكترونات و نواة الذرة ، أي تكوّن الذرات (تآثر كهرومغناطيسي) وتربط بين الذرات (تأثر كهرومغناطيسي) في بلورات، كما تحدد :هل النواة الذرية مستقرة أم غير مستقرة؟. وإذا كانت نواة غير مستقرة فما هو عمرها ؟ بمعنى متى ستتحلل وتتحول إلى نظير آخر، وما هو عمر النصف لها؟ وهل ستتحلل تحلل بيتا أم تحلل ألفا ؟
فالدافع إلى نظرية التوحيد العظمى هو صياغة معادلة تتنبأ بجميع تلك المؤثرات (القوى) و خصائص المكونات من المستوى الصغري في حجم الذرات وما هو أصغر منها وطرق سلوكها إلى تكوين الأجرام السماوية وبنية الكون وما تتبعه جميعا من قوانين طبيعية.

## نظريات مرشحة
هذه نظريات مرشحة لتكون نظرية كل شيء:
- نظرية الثقالة الفائقة
- نظرية-إم M-Theory
- نظرية الأوتار الفائقة Superstring Theory
- نظرية الأوتار String theory

## الهدف
يسمى توحيد القوى الثلاثة الطبيعية الرئيسية (القوة الكهرومغناطيسية ، و القوة الضعيفة والقوة النووية القوية) ممثلة في نظرية ديناميكا اللون الكمومية QCD بدون الجاذبية نظرية التوحيد العظمى ( Grand Unified Theory). ويحث على هذا التوحيد بينهم التشابه الكبير للمعادلات الرياضية التي تصف كلّاً منهم على حدة.
وكما نرى فلم تدخل فيهم قوة الجاذبية بعد والتي هي خاصة مميزة لجميع الأجسام والجسيمات . ومن المفروض إدراج الجاذبية في تلك النظرية حيث أن امتداد تاثير كل من تلك القوى عند حدود الطاقة العالية، أي عند طاقة أعلى من نحو 1019 مليار إلكترون فولت تتساوى جميعها . وتصبح كل منها بنفس القوة مع اختلاف أصولها .
وحاليا لا توجد وسيلة للتحقق من إمكانية نجاح تلك النظرية إلا من خلال مشاهدة الظواهر الفلكية. كما يأمل العلماء التوصل عن طريق مصادم الهدرونات الكبير CERN الذي تم بناؤه حاليا وبدأ العمل في عام 2009 في تحقيق تقدم على مسيرة تطوير نظرية الكون .
والمفروض أن تجمع تلك النظرية الكونية (نظرية كل شيء) الظواهر الطبيعية الآتية، وتقوم على تفسيرها:
- وصف التناظر العظيم وجوهره الأساسي .
- تفسير طبيعة المادة المظلمة ، وتفسير التطور الذي حدث للكون منذ نشأته وعلى الأخص مراحل تكونه.
- الجمع بين نظرية التوحيد العظمى ونظرية الجاذبية الكمومية .
- تفسير كتل الجسيمات الأولية وحساب الخواص الأخرى للجسيمات .
- حساب الحالات الانفرادية للمادة .
- أن تربط بين النظرية النسبية ونظرية الكم .

## نظرية كل شيء والفلسفة
إن وضع نظرية كل شيء مفتوح للنزاع الفلسفي. فعلى سبيل المثال، إذا كان المذهب الفيزيائي على حق، فعلى نظرية كل شيء الفيزيائية أن تتطابق مع نظرية كل شيء الفلسفية تماماً. كان لبعض الفلاسفة ( مثل أرسطو، أفلاطون، هيغل، وايتهيد، وآخرون) محاولات لبناء نظام شامل للكون. كان هناك آخرون مترددون بشكل كبير حول احتمالية وجود مثل هذه النظام. كتب ستيفن هوكينغ في كتابه التاريخ الموجز للزمن بأنه حتى ولو عرفنا نظرية كل شيء ؛ فأنها ستكون مجموعة كبيرة من المعادلات الرياضية.